# Томас Кампос
Томас Альберто Кампос Алехандре (ісп. Tomás Alberto Campos Alejandre, нар. 14 вересня 1975, Туспан) — мексиканський футболіст, що грав на позиції півзахисника. Виступав у складі низки мексиканських клубів, найдовше за клуби «Крус Асуль» та «Індіос», а також у складі національної збірної Мексики, у складі якої брав участь у Золотому кубку КОНКАКАФ 2002 року. По завершенні ігрової кар'єри — тренер, нетривалий час очолював тренерський штаб клубу «Хуарес».

## Клубна кар'єра
Томас Кампос дебютував у професійному футболі у 2000 році в складі клубу «Крус Асуль», у якому грав до 2006 року, та був основним гравцем середньої лінії команди. У 2006 році керівництво клубу віддало гравця в оренду до клубу «УАНЛ Тигрес», а наступного року до клубу «Чьяпас», після чого припинило з ним співпрацю. З 2008 до 2012 року Кампос грав у складі клубу «Індіос», з яким двічі вигравав другий дивізіон Мексики, після чого завершив виступи на футбольних полях.

## Виступи за збірні
У 2001 році Томас Кампос дебютував у складі національної збірної Мексики. У складі збірної брав участь у Золотому кубку КОНКАКАФ 2002 року, після чого до складу національної збірної не залучався. У складі збірної загалом зіграв 7 матчів, у яких відзначився 1 забитим м'ячем.

## Кар'єра тренера
З 2017 року Томас Кампос працював тренером молодіжної команди клубу «Хуарес». У 2018 році він кілька місяців тимчасово очолював тренерський штаб команди після відставки Мігеля Фуентеса. Після призначення нового головного тренера Кампос повернувся до роботи з молодіжною командою клубу.